# Wolfmother (album)
Wolfmother je debutové album stejnojmenné australské hard rockové kapely. Album obdrželo cenu ARIA za nejlepší rockové album roku 2006 a nominaci ARIA na nejlepší album roku 2006. Obal k albu vytvořil Frank Frazetta. Skladba "Woman" byla součástí reklamy na T-Mobile a také byla použita ve hře Motorstorm. Skladba "Joker & the Thief" byla použita ve filmu Hangover a v počítačové hře Need for Speed: Carbon. Skladby "Dimension" a "Pyramid" se objevily ve hře FlatOut 2.

## Seznam skladeb (mezinárodní verze)
Autory písní jsou Andrew Stockdale, Chris Ross a Myles Heskett.
1. "Dimension" (4:21)
2. "White Unicorn" (5:04)
3. "Woman" (2:56)
4. "Where Eagles Have Been" (5:33)
5. "Apple Tree" (3:30)
6. "Joker & the Thief" (4:40)
7. "Colossal" (5:04)
8. "Mind's Eye" (4:54)
9. "Pyramid" (4:28)
10. "Witchcraft" (3:25)
11. "Tales" (3:39)
12. "Love Train" (3:03)
13. "Vagabond" (3:50)